# Daniel Vázquez Díaz
Daniel Vázquez Díaz, né le 15 janvier 1882 à Nerva en Espagne, et mort le 17 mars 1969 à Madrid, est un peintre espagnol.

## Biographie
Daniel Vázquez Díaz naît le 15 janvier 1882 à Nerva.
Il s'installe à Paris en 1918, où il trouve le cubisme comme forme d'expression idéale. Contrairement à d'autres artistes telles que Juan Gris, il n'est pas un cubiste intellectuel ; il utilise des formes extérieures et la morphologie du cubisme pour refaire son langage, caractérisé par l'utilisation de couleurs sobres et grises, et par la vigueur de ses plans.
Ces caractéristiques confèrent une solennité particulière à ses œuvres, considérées par certains auteurs comme étant dans le style de Zurbarán, et semblables à celles de son compatriote, ami et contemporain Eugenio Hermoso, avec qui il fait ses premières études à Séville et à Madrid. Parmi ses œuvres figurent des portraits d'artistes et d'intellectuels espagnols exceptionnels du XXe siècle, tels que Unamuno, ainsi que des fresques qu'il peint au monastère de La Rábida (Palos de la Frontera) en 1930, dédiées à Christophe Colomb et à ses relations avec sa province natale.
Professeur de peinture murale à Madrid, Vázquez Díaz compte parmi ses élèves Salvador Dalí, Jorge Gallardo (en) et Modesto Ciruelos (es). Après la guerre civile espagnole, il continue d'enseigner des artistes tels que Rafael Canogar et Agustín Ibarrola.
Les peintures de Díaz sont exposées au Museo de Arte Contemporáneo de Madrid.
Daniel Vázquez Díaz meurt le 17 mars 1969 à Madrid.

## Galerie

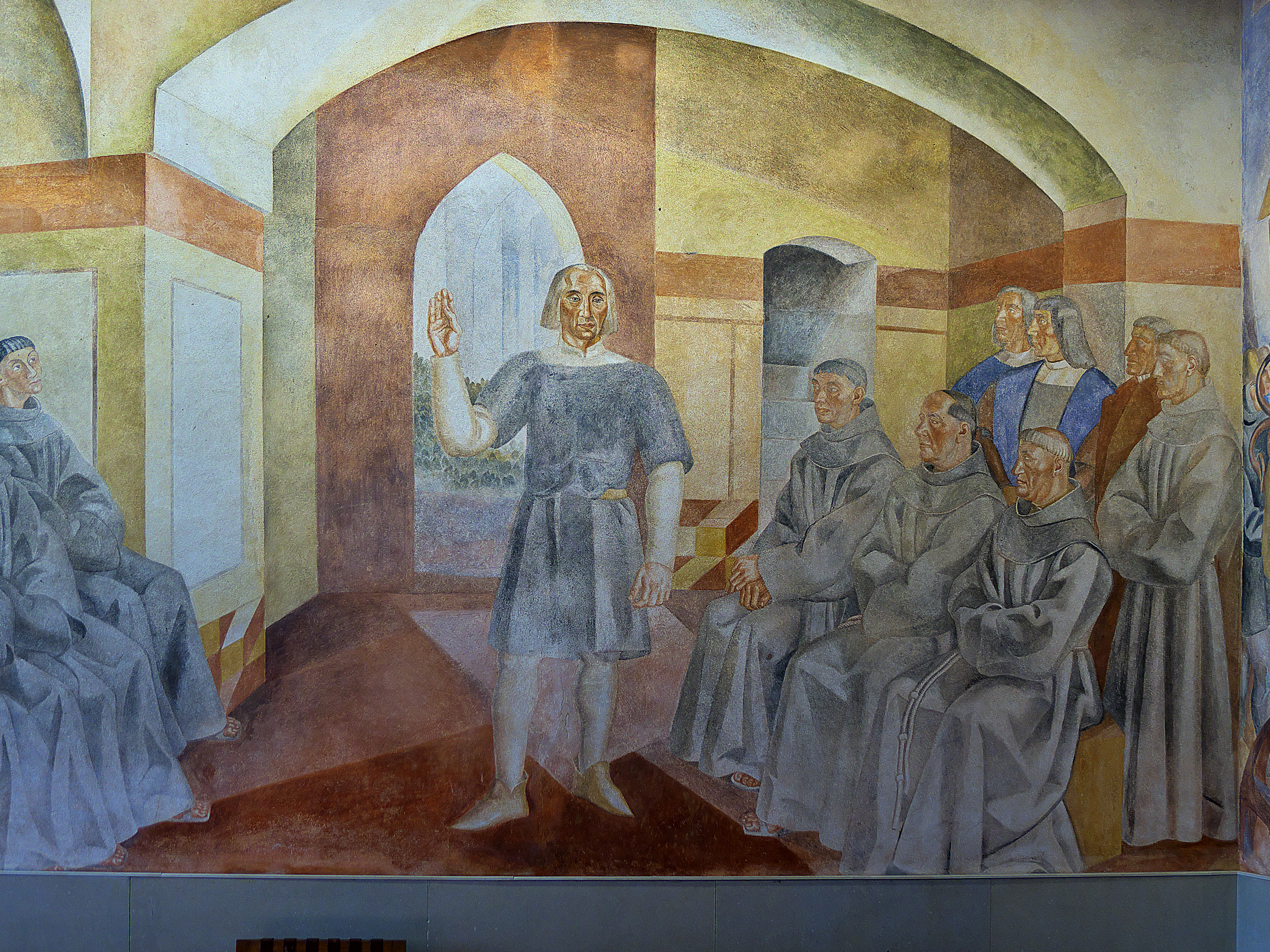
1930 Cycle Christophe Colomb (monastère de La Rábida)
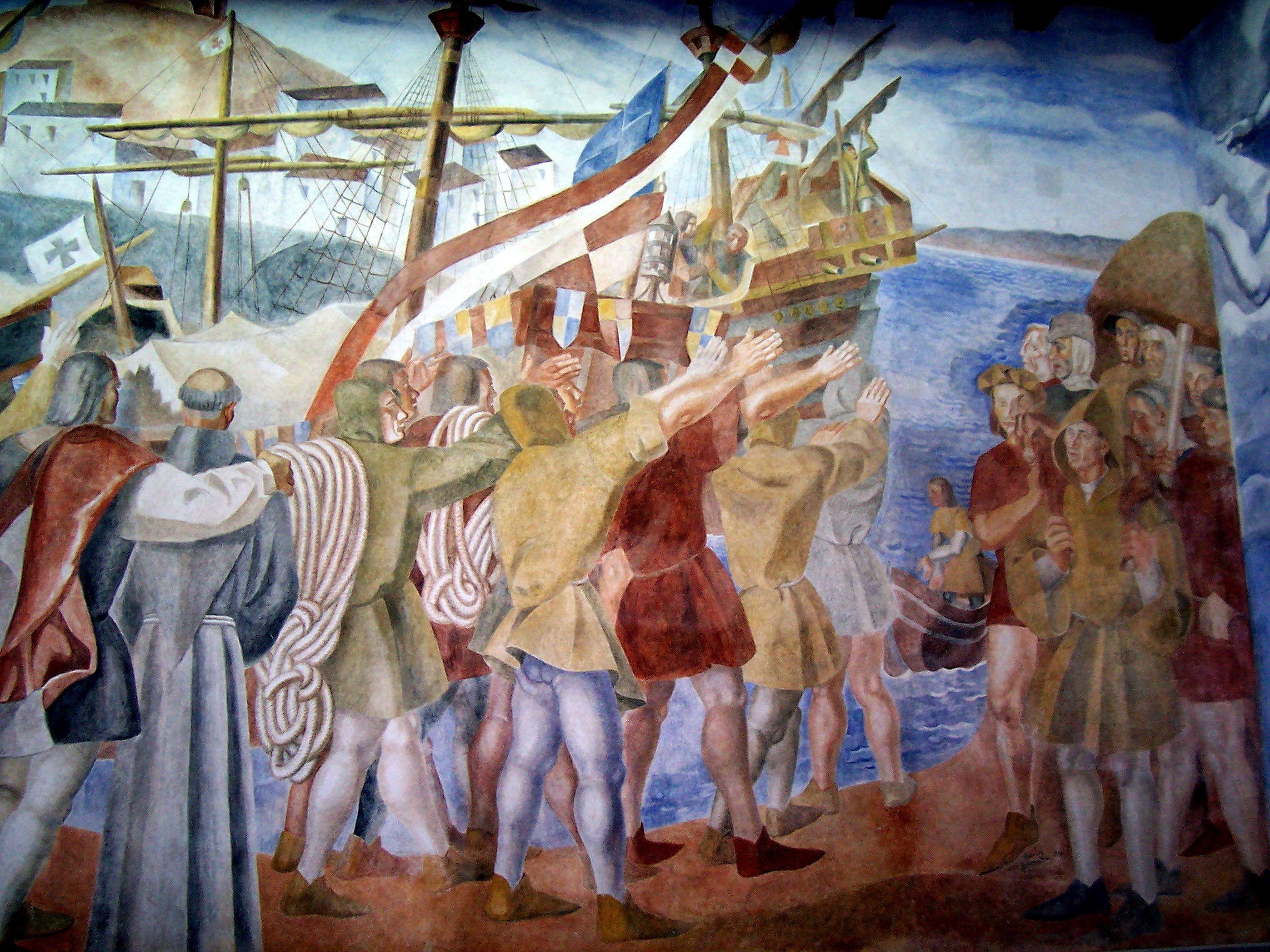
1930 Cycle Christophe Colomb (monastère de La Rábida)